# UFO Meldpunt Nederland
Het UFO Meldpunt Nederland is een meldpunt voor niet-geïdentificeerde vliegende objecten (ufo's) in het Nederlandse luchtruim, dat in 2005 werd opgericht door Bram Roza.
In 2011 sloot Alexander Griffioen zich aan bij het meldpunt en bouwde de website uit tot het huidige open platform waar alle meldingen openbaar in te zien zijn en bezoekers kunnen reageren om mee te denken om de gemelde fenomenen te identificeren.

## Doel
UFO Meldpunt Nederland is opgericht met de volgende redenen:
Objectief meldpuntNederlandse burgers moeten hun waarneming kwijt kunnen op een plek waar ze serieus worden genomen.
VoorlichtingOngetrainde waarnemers weten vaak niet wat er zich binnen en buiten onze atmosfeer afspeelt. De organisatie achter het meldpunt laat zien hoe veel ufo's geïdentificeerd kunnen worden als natuurfenomenen of menselijke technologie.
DatabankDe website van meldpunt functioneert als een archief ter eventuele toekomstige referentie. Dat kan onderzoek zijn voor boeken of documentaires. Daarnaast kan het bijdragen aan wetenschappelijk onderzoek in de vorm van bijvoorbeeld patroonherkenning of hotspotanalyse.
Taboe doorbrekenHet aantal meldingen toont aan dat er in Nederland mensen zijn die menen een ufo gezien te hebben. De organisatie zorgt tevens voor woordvoerders wanneer de nieuwsmedia het onderwerp behandeld.

## Cijfers
Het gemiddelde aantal meldingen per maand ligt rond de 100. Daarvan is 95 tot 99% is te identificeren als natuurfenomeen of menselijke technologie, of is simpelweg niet interessant omdat er te weinig informatie is. Ongeveer 1 tot 5% van de meldingen blijft onverklaard. Meer dan de helft van de mensen die denkt een ufo te hebben gezien maakt geen melding.
De meeste meldingen worden gedaan in Zuid-Holland (17%), Noord-Holland (14%), Gelderland (12%) en Noord-Brabant (12%). De meest voorkomende misinterpretaties zijn Starlink-satellieten (15%), een ster of planeet (13%) of een normale satelliet of het ISS-ruimtestation (13%).